# Escobaria alversonii
Escobaria alversonii är en kaktusväxtart som först beskrevs av John Merle Coulter, och fick sitt nu gällande namn av Nigel Paul Taylor. Escobaria alversonii ingår i släktet Escobaria och familjen kaktusväxter. Inga underarter finns listade i Catalogue of Life.

## Bildgalleri

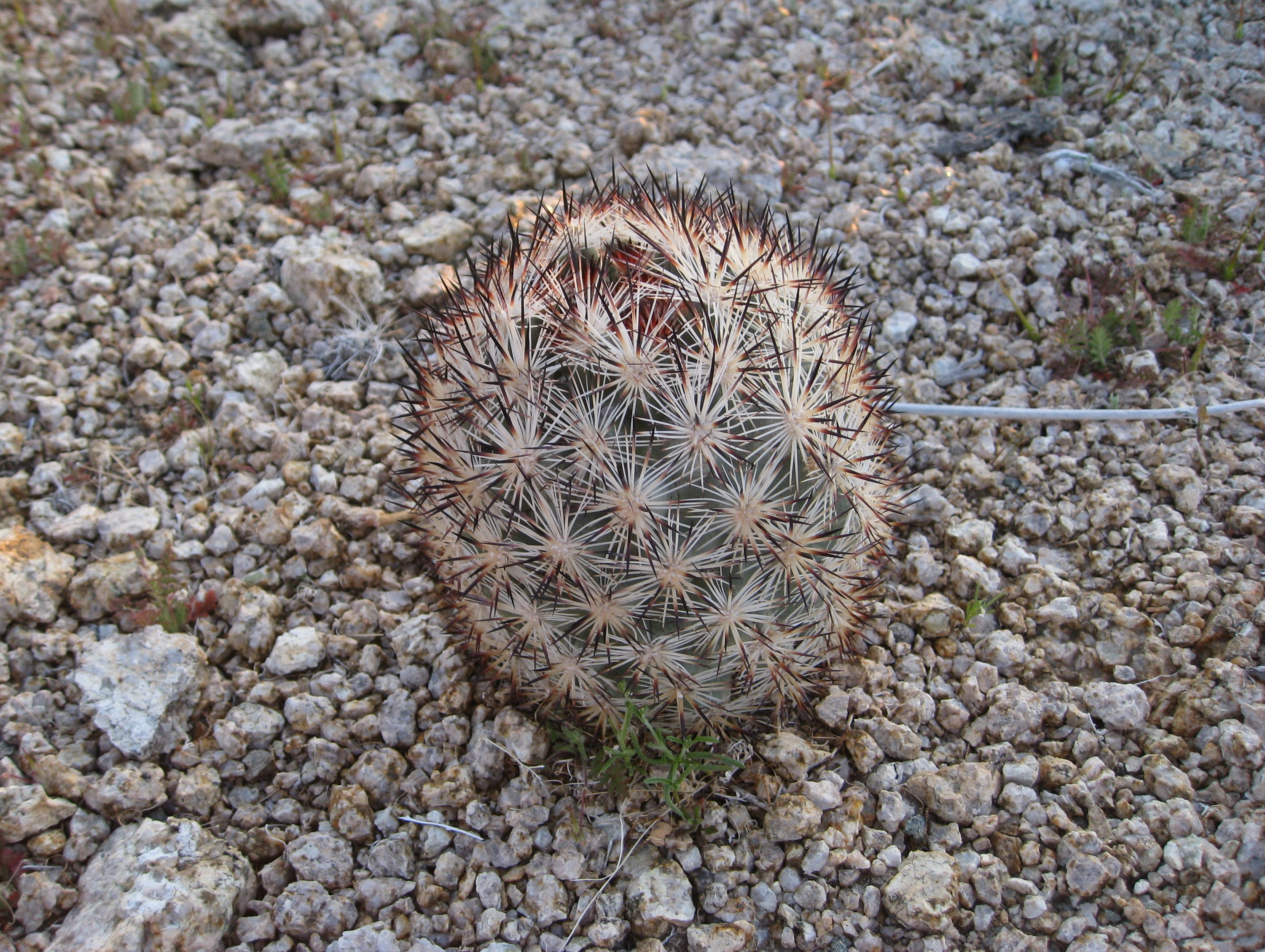